# Topolovec Pisarovinski
 Topolovec Pisarovinski  falu Horvátországban Zágráb megyében. Közigazgatásilag Pisarovinához tartozik.

## Fekvése
Zágráb központjától 27 km-re délnyugatra, községközpontjától 1 km-re délkeletre a Vukomerići-dombság nyugati lábánál fekszik.

## Története
A falunak 1857-ben 104, 1910-ben 114 lakosa volt. Trianon előtt Zágráb vármegye Pisarovinai járásához tartozott. 2001-ben a falunak 30 lakosa volt.

## Lakosság
| Lakosság változása | Lakosság változása | Lakosság változása | Lakosság változása | Lakosság változása | Lakosság változása | Lakosság változása | Lakosság változása | Lakosság változása | Lakosság változása | Lakosság változása | Lakosság változása | Lakosság változása | Lakosság változása | Lakosság változása |
| ------------------ | ------------------ | ------------------ | ------------------ | ------------------ | ------------------ | ------------------ | ------------------ | ------------------ | ------------------ | ------------------ | ------------------ | ------------------ | ------------------ | ------------------ |
| 1857               | 1869               | 1880               | 1890               | 1900               | 1910               | 1921               | 1931               | 1948               | 1953               | 1961               | 1971               | 1981               | 1991               | 2001               |
| 104                | 108                | 110                | 130                | 111                | 114                | 106                | 95                 | 83                 | 80                 | 67                 | 44                 | 47                 | 43                 | 30                 |

## Külső hivatkozások
- Pisarovina község hivatalos oldala